# تحریم انتخابات

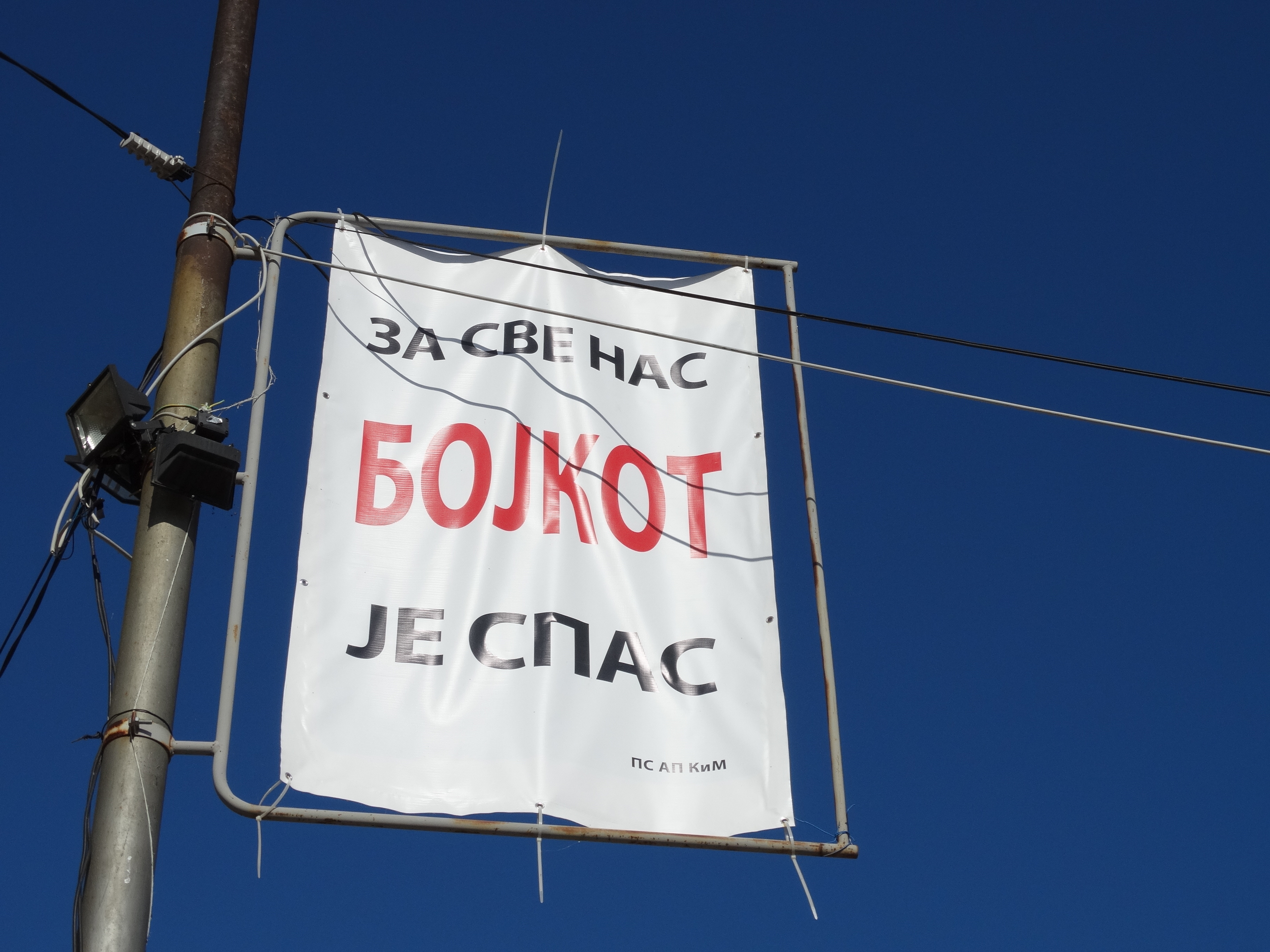
یک بنر دعوت به تحریم انتخابات، کوزوو

تحریم انتخابات مردود دانستن شرکت در انتخابات توسط گروهی از واجدین شرایط رای دادن است، که هر یک از آنان از رأی دادن خودداری می‌کند.
تحریم ممکن است شکلی از اعتراض سیاسی باشد. در جایی که تقلب در انتخابات محتمل است، یا پیروز انتخابات از پیش تعیین شده‌است یا نهاد سازمان‌دهنده انتخابات فاقد مشروعیت است. در نظام‌هایی که شرکت کردن در انتخابات اجباری است، تحریم می‌تواند نوعی نافرمانی مدنی تلقی شود یا مدافعان تحریم اعتراض خود را با رأی سفید نشان دهند. رأی دهندگان تحریم‌گر ممکن است به یک منطقه جغرافیایی خاص تعلق داشته باشند یا همگی از یک گروه قومیتی باشند. همچنین ممکن است یک حزب سیاسی یا یکی از کاندیداها از شرکت در انتخابات خودداری کرده و هوادارانش را به تحریم فراخواند.
در همه‌پرسی‌ها تحریم می‌تواند یک تاکتیک انتخاباتی مخالفان موضوع همه‌پرسی باشد. در صورتی‌که اعتبار همه‌پرسی منوط به شرکت میزان مشخصی از رأی دهندگان باشد، تحریم می‌تواند از شکل‌گیری چنین حد نصابی جلوگیری کند.
در انتخابات عمومی ، افراد و احزاب غالباً به منظور اعتراض به سیاستهای حزب حاکم آن را تحریم می کنند، با این امید که در صورت عدم حضور رأی دهندگان، ناظران خارجی انتخابات را غیرقانونی تشخیص دهند. اما این تاکتیک می تواند برای احزاب تحریم کننده فاجعه بار باشد. عدم مشارکت، به ندرت، نتایج انتخابات را باطل می کند و احتمالاً این رای گیری تحریف شده باعث جدایی بیشتر گروه های تحریم کننده از ارگان های قدرت می شود و آنها را مستعد قطع ارتباط با سیاست می کند.